# 1977 (álbum)
1977 é o terceiro álbum de estúdio do cantor e compositor sertanejo Luan Santana, lançado no dia 4 de novembro de 2016 pela gravadora Som Livre.
O álbum foi indicado na categoria "Melhor Álbum Sertanejo" no Grammy Latino 2017.

## Antecedentes e desenvolvimento
Em março de 2015 Luan iniciou a turnê para promover seu quarto álbum ao vivo intitulado Acústico (2015), após essa turnê que levou dois anos Luan estreou uma nova turnê intitulada A Caixa, turnê que traz uma novidade por colocar uma aproximação maior dos fãs com o cantor, o projeto coloca duas caixas em cima do palco onde os fãs são sorteados para ficarem dentro da caixa. Após isso Luan revelou que seu próximo projeto seria para "celebrar a mulher", com isso o cantor criou um projeto-época como o disco anterior escolhendo o ano de 1977. O projeto foi gravado de forma acústica e intimista de 15 a 18 de agosto de 2016 no Polo Cinematográfico de Paulínia.

## Sobre o álbum
Temática
1977 é o quinto registro audiovisual da discografia de Luan Santana que possui apenas dois álbuns convencionais de estúdio. Contudo Luan vem se reinventando em cada um de seus registros audiovisuais com a criação de um conceito bem diferente para cada gravação. Este projeto intitulado não por acaso 1977 celebra as mulheres, título dado por ser o ano da criação do Dia Internacional da Mulher pela ONU.
Participações
Para ajudar na temática e no conceito inovador do projeto, Luan convidou várias mulheres para participar da gravação, são elas as cantoras Ana Carolina, Anitta, Ivete Sangalo, Marília Mendonça, Sandy e a atriz Camila Queiroz, para Camila o projeto foi um desafio pois ela nunca havia cantado profissionalmente.
Este álbum ainda conta com uma edição limitada de 1977 caixas personalizadas do cantor contendo 1 DVD, um chaveiro e uma dedicatória explicativa com os kits numerados que foram distribuídas para artistas, rádios, divulgadores e mídia não estando disponível para venda.

## Divulgação
O projeto teve estreia nos cinemas da rede Cinemark no dia 8 de novembro de 2016. Essa escolha veio também pelo projeto não ser apenas um show ao vivo, mas sim um show intimista se aproximando ao formato de documentário. Possui também takes gravados no estúdio de Dudu Borges, produtor musical de 1977.

## Recepção

### Crítica
| Críticas profissionais | Críticas profissionais |
| Avaliações da crítica  | Avaliações da crítica  |
| Fonte                  | Avaliação              |
| ---------------------- | ---------------------- |
| G1                     | [ 11 ]                 |

Mauro Ferreira que escreve para o G1 avaliou o disco em 3 de 5 estrelas, citando que 1977 é o melhor título da discografia de Luan Santana. Contudo a "sofrência" é algo bem recorrente no disco. Até a cantora Ivete Sangalo entra nesse universo no dueto "Estaca Zero", canção de clima similar ao do dueto com Marília Mendonça. Mas são outras canções como "Plano da Meia Noite" e "Mesmo Sem Estar" (dueto com Ana Carolina e Sandy) que confirmam um upgrade no repertório do cantor. Ferreira finaliza citando "Luan Santana evolui sem trair o estilo e o público que lhe deram fama e fortuna".

## Lista de faixas
| N.º            | Título                                   | Compositor(es)                                                               | Duração  |  |
| 1.             | "Dia, Lugar e Hora"                      | Luan Santana Douglas César                                                   | 4:11     |  |
| 2.             | "Primeira Semana"                        | Filipe Escandurras                                                           | 3:08     |  |
| 3.             | "Eu, Você, o Mar e Ela"                  | Santana Dudu Borges César                                                    | 3:07     |  |
| 4.             | "Estaca Zero" (com Ivete Sangalo)        | Breno Cesar Marcia Araujo Vinicius Peres Diego Monteiro Caio Cesar           | 2:46     |  |
| 5.             | "Mesmo Sem Estar" (com Sandy)            | Matheus Santos, Umberto Tavares, Jefferson Júnior                            | 4:07     |  |
| 6.             | "Fantasma" (com Marília Mendonça)        | Mateus Aleixo                                                                | 4:01     |  |
| 7.             | "Acordando o Prédio"                     | César                                                                        | 2:42     |  |
| 8.             | "RG" (com Anitta)                        | Santana Aleixo Rafael Torres Felipe Oliver                                   | 3:31     |  |
| 9.             | "Plano da Meia Noite" (com Ana Carolina) | Ana Carolina Santana César                                                   | 3:29     |  |
| 10.            | "KM 70"                                  | Santana Marcos Carvalho                                                      | 2:40     |  |
| 11.            | "Butterfly"                              | Paulo Debétio Paulinho Rezende                                               | 3:28     |  |
| 12.            | "Amor de Interior" (com Camila Queiroz)  | Diogo de Paula Escandurras Gabriel Sirieiro Rodrigo de Paula Thiago Maximino | 4:02     |  |
| Duração total: | Duração total:                           | Duração total:                                                               | 00:41:12 |  |

| DVD |                                          |                                                 |         |  |
| N.º | Título                                   | Compositor(es)                                  | Duração |  |
| 1.  | "Dia, Lugar e Hora"                      | Santana César                                   |         |  |
| 2.  | "Estaca Zero" (com Ivete Sangalo)        | Breno Cesar Araujo Peres Monteiro Caio Cesar    |         |  |
| 3.  | "Acordando o Prédio"                     | César                                           |         |  |
| 4.  | "Fantasma" (com Marília Mendonça)        | Aleixo                                          |         |  |
| 5.  | "RG" (com Anitta)                        | Santana Aleixo Torres Oliver                    |         |  |
| 6.  | "Mesmo Sem Estar" (com Sandy)            | Tavares Junior                                  |         |  |
| 7.  | "KM 70"                                  | Santana Carvalho                                |         |  |
| 8.  | "Plano da Meia Noite" (com Ana Carolina) | Carolina Santana César                          |         |  |
| 9.  | "Butterfly"                              | Debétio Rezende                                 |         |  |
| 10. | "Amor de Interior" (com Camila Queiroz)  | de Paula Escandurras Sirieiro de Paula Maximino |         |  |
| 11. | "Eu, Você, o Mar e Ela"                  | Santana Borges César                            |         |  |
| 12. | "Primeira Semana"                        | Escandurras                                     |         |  |

## Desempenho nas tabelas musicais

### Paradas semanais
| Parada musical (2015)    | Melhor posição |
| ------------------------ | -------------- |
| Brasil (ABPD Top Álbuns) | 2              |
| Brasil (ABPD Top DVDs)   | 1              |

## Histórico de lançamento
| Região | Data                   | Formato(s)              |
| ------ | ---------------------- | ----------------------- |
| Brasil | 4 de novembro de 2016  | Download digital [ 14 ] |
| Brasil | 18 de novembro de 2016 | CD DVD DVD + CD [ 3 ]   |